# Cyrus Teed
Cyrus Reed Teed (v české literatuře též chybně Cyrus Read Teed, pro své věřící Koresh Teed; 18. října 1839 – 22. prosince 1908) byl americký eklektický léčitel, zakladatel sekty koreshiánů a také svébytný myslitel – tvůrce teorie Dutozemě.